# Cissus alata
Cissus alata là một loài thực vật hai lá mầm trong họ Nho. Loài này được Jacq. miêu tả khoa học đầu tiên năm 1763.